# Lista de prefeitos de São Leopoldo
Esta é a lista dos prefeitos e vice-prefeitos do município de São Leopoldo, estado brasileiro do Rio Grande do Sul.
| Nº | Prefeito                         | Imagem                | Partido | Vice-prefeito                                                           | Início do mandato       | Fim do mandato                                  | Observações                                                                           |
| 1  | Epifânio Orlando de Paula Fogaça |                       | PRR     | —                                                                       | 15 de março de 1892     | 14 de março de 1900                             | Intendente eleito em sufrágio universal                                               |
| 2  | Florêncio da Silva Câmara        |                       | PRR     | —                                                                       | 15 de março de 1900     | 20 de dezembro de 1901                          | Intendente eleito em sufrágio universal                                               |
| 3  | Luiz Lourenço Stabel             |                       | PRR     | —                                                                       | 21 de dezembro de 1901  | 30 de dezembro de 1902                          | Intendente eleito em sufrágio universal                                               |
| 4  | Guilherme Gaelzer Neto           |                       | PRR     | —                                                                       | 31 de dezembro de 1902  | 30 de dezembro de 1916                          | Intendente eleito em sufrágio universal                                               |
| 5  | Gabriel Azambuja Fortuna         |                       | PRR     | —                                                                       | 31 de dezembro de 1916  | 31 de outubro de 1918                           | Intendente eleito emr sufrágio universal                                              |
| 6  | João Ferreira Firmo              |                       | PRL     | —                                                                       | 1º de novembro de 1918  | 1º de janeiro de 1919                           | Intendente eleito em sufrágio universal                                               |
| 7  | Mansueto Bernardi                |                       | PRR     | —                                                                       | 2 de janeiro de 1919    | 31 de dezembro de 1922                          | Intendente eleito em sufrágio universal                                               |
| 8  | Frederico Wolffenbüttel          |                       | PRR     | —                                                                       | 1º de janeiro de 1923   | 31 de dezembro de 1923                          | Presidente da Câmara no cargo de titular                                              |
| 9  | João Corrêa Ferreira da Silva    |                       | PDC     | —                                                                       | 1º de janeiro de 1924   | 31 de dezembro de 1927                          | Intendente eleito em sufrágio universal                                               |
| 10 | Theodomiro Porto da Fonseca      |                       | UCR     | —                                                                       | 1º de janeiro de 1928   | 10 de setembro de 1944                          | Prefeito nomeado pelo Governador do Estado Borges de Medeiros                         |
| 11 | Carlos de Souza Moraes           |                       | PSD     | —                                                                       | 11 de setembro de 1944  | 31 de dezembro de 1944                          | Prefeito nomeado pelo Governador do Estado Ernesto Dornelles                          |
| 12 | Arthur Ebling                    |                       | PTB     | —                                                                       | 1º de janeiro de 1945   | 16 de agosto de 1946                            | Prefeito nomeado pelo Governador do Estado Ernesto Dornelles                          |
| 13 | Carlos de Souza Moraes           |                       | PSD     | —                                                                       | 17 de agosto de 1946    | 20 de agosto de 1947                            | Prefeito nomeado pelo Governador do Estado Pompílio Fernandes                         |
| 14 | Arthur Ferreira Filho            |                       | PSD     | —                                                                       | 21 de agosto de 1947    | 30 de dezembro de 1947                          | Prefeito nomeado pelo Governador do Estado Walter Jobim                               |
| 15 | Mário Sperb                      |                       | PTB     | Othon Blessmann                                                         | 31 de dezembro de 1947  | 30 de dezembro de 1951                          | Prefeito e vice eleitos em sufrágio universal                                         |
| 16 | Germano Hauschild                |                       | PTB     | Ignácio Schwertner                                                      | 31 de dezembro de 1951  | 30 de dezembro de 1955                          | Prefeito e vice eleitos em sufrágio universal                                         |
| 17 | Paulo Costa da Silva Couto       |                       | PTB     | Brasil Comoretto Gall                                                   | 31 de dezembro de 1955  | 14 de dezembro de 1959                          | Prefeito e vice eleitos em sufrágio universal                                         |
| 18 | Maria Emília de Paula            |                       | PTB     | —                                                                       | 14 de dezembro de 1959  | 31 de dezembro de 1959                          | Presidente da Câmara no cargo de titular                                              |
| 19 | Siegbert Saft                    |                       | PL      | Glodomiro Martins                                                       | 31 de dezembro de 1959  | 30 de dezembro de 1963                          | Prefeito e vice eleitos em sufrágio universal                                         |
| 20 | Glodomiro Martins                |                       | PTB     | Siegbert Saft                                                           | 31 de dezembro de 1963  | 30 de janeiro de 1969                           | Prefeito e vice eleitos em sufrágio universal                                         |
| 21 | Olímpio Sérgio Albrecht          |                       | MDB     | Manoel Luiz Nunes                                                       | 31 de janeiro de 1969   | 30 de janeiro de 1973                           | Prefeito e vice eleitos em sufrágio universal                                         |
| 22 | Henrique da Costa Prieto         |                       | ARENA   | Honório Antonio da Costa                                                | 31 de janeiro de 1973   | 30 de janeiro de 1977                           | Prefeito e vice eleitos em sufrágio universal                                         |
| 23 | Olímpio Sérgio Albrecht          |                       | MDB     | Manoel Luiz Nunes                                                       | 31 de janeiro de 1977   | 14 de maio de 1982                              | Prefeito e vice eleitos em sufrágio universal renunciou para ser candidato a Deputado |
| 24 | Manoel Luiz Nunes                |                       | PDT     | —                                                                       | 14 de maio de 1982      | 31 de janeiro de 1983                           | Vice-prefeito eleito no cargo de titular                                              |
| 25 | Waldir Artur Schmidt             |                       | PMDB    | Hardi Leichtweiss                                                       | 1º de fevereiro de 1983 | 31 de dezembro de 1988                          | Prefeito e vice eleitos em sufrágio universal                                         |
| 26 | Olímpio Sérgio Albrecht          |                       | PDT     | Henrique da Costa Prieto                                                | 1º de janeiro de 1989   | 31 de dezembro de 1992                          | Prefeito e vice eleitos em sufrágio universal                                         |
| 27 | Waldir Artur Schmidt             |                       | PMDB    | Ronaldo Feijó Ribas                                                     | 1º de janeiro de 1993   | 31 de dezembro de 1996                          | Prefeito e vice eleitos em sufrágio universal                                         |
| 28 | Ronaldo Feijó Ribas              |                       | PMDB    | José Antônio Kanan Buz                                                  | 1º de janeiro de 1997   | 31 de dezembro de 2000                          | Prefeito e vice eleitos em sufrágio universal                                         |
| 29 | Waldir Artur Schmidt             |                       | PMDB    | José Antônio Kanan Buz                                                  | 1º de janeiro de 2001   | 31 de dezembro de 2004                          | Prefeito e vice eleitos em sufrágio universal                                         |
| 30 | Ary José Vanazzi                 |                       | PT      | Alexandre Rubio Roso (PHS)/(PSB)                                        | 1º de janeiro de 2005   | 31 de dezembro de 2008                          | Prefeito e vice eleitos em sufrágio universal                                         |
| 30 | Ary José Vanazzi                 | 1º de janeiro de 2009 | PT      | Alexandre Rubio Roso (PHS)/(PSB)                                        | 31 de dezembro de 2012  | Prefeito e vice reeleitos em sufrágio universal |                                                                                       |
| 31 | Aníbal Moacir da Silva           |                       | PSDB    | Daniel Daudt Schaefer (PMDB)                                            | 1º de janeiro de 2013   | 31 de dezembro de 2016                          | Prefeito e vice eleitos em sufrágio universal                                         |
| 32 | Ary José Vanazzi                 |                       | PT      | Paulete Terezinha Souto (PCdoB) (2017-2021) Ary Moura (PDT) (2021-2022) | 1º de janeiro de 2017   | 31 de dezembro de 2020                          | Prefeito e vice eleitos em sufrágio universal                                         |
| 32 | Ary José Vanazzi                 | 1º de janeiro de 2021 | PT      | Paulete Terezinha Souto (PCdoB) (2017-2021) Ary Moura (PDT) (2021-2022) | 31 de dezembro de 2024  | Prefeito e vice reeleitos em sufrágio universal |                                                                                       |
| 33 | Heliomar Athaydes Franco         |                       | PL      | Regina Dutra Oliveira Caetano (PP)                                      | 1º de janeiro de 2025   | Atualidade                                      | Prefeito e vice eleitos em sufrágio universal                                         |